# Équipe de France féminine de basket-ball en 1999
 (novembre 2019).
En cette année 1999, l’équipe de France joue les qualifications pour le Championnat d'Europe de basket-ball féminin 1999 en Pologne.

## Les matches
| Date          | Lieu     | Adversaire         | Score     | Compétition | Meilleures marqueuse (France) |
| ------------- | -------- | ------------------ | --------- | ----------- | ----------------------------- |
|               |          | République tchèque | V 71 - 64 | A           |                               |
|               |          | République tchèque | V 71 - 64 | A           |                               |
|               |          | Belgique           | V 73 - 40 | A           |                               |
|               |          | Belgique           | V 79 - 35 | A           |                               |
|               |          | Allemagne          | V 66 - 43 | A           |                               |
|               |          | Italie             | V 75 - 39 | A           |                               |
|               |          | Italie             | V 71 - 53 | A           |                               |
|               |          | Pologne            | V 67 - 49 | A           |                               |
|               |          | Sénégal            | V 88 - 54 | A           |                               |
|               |          | Pologne            | V 67 - 49 | A           |                               |
| 28 mai 1999   |          | Slovaquie          | V 56 - 43 | CE          |                               |
| 29 mai 1999   |          | Russie             | D 59 - 53 | CE          |                               |
| 30 mai 1999   |          | Lettonie           | V 63 - 56 | CE          |                               |
| 1er juin 1999 |          | Croatie            | V 71 - 51 | CE          |                               |
| 2 juin 1999   |          | Allemagne          | V 68 - 60 | CE          |                               |
| 4 juin 1999   | Katowice | Yougoslavie        | V 64 - 58 | CE          |                               |
| 5 juin 1999   | Katowice | Slovaquie          | V 66 - 39 | CE          |                               |
| 6 juin 1999   | Katowice | Pologne            | D 59 - 56 | CE          |                               |
|               |          | Pologne            | V 61 - 58 | A           |                               |
|               |          | Pologne            | V 63 - 54 | A           |                               |

D : défaite, V : victoire, AP : après prolongation
A : match amical, Qualifications CE : Qualifications pour le Eurobasket 1999

## L'équipe
- Sélectionneur : Alain Jardel
- Assistants :  Ivano Ballarini, Jacques Commères

| Poste           | Joueuse                 | Nombre matchs | Nombre points | Club(s) 2008          |
| --------------- | ----------------------- | ------------- | ------------- | --------------------- |
| Intérieure      | Nicole Antibe           |               |               | Bordeaux              |
| Arrière         | Johanna Boutet          |               |               | Tarbes                |
| Intérieure      | Isabelle Fijalkowski    |               |               | Côme                  |
| Intérieure      | Christine Gomis         |               |               | Valenciennes          |
| Meneuse         | Edwige Lawson-Wade      |               |               | ASPTT Aix-en-Provence |
| Ailière         | Sandra Le Dréan         |               |               | ASPTT Aix-en-Provence |
| Intérieure      | Nathalie Lesdema        |               |               | ASPTT Aix-en-Provence |
| Arrière         | Cathy Melain            |               |               | CJMBB Bourges         |
| Intérieure      | Lœtitia Moussard        |               |               | CJMBB Bourges         |
| Arrière-meneuse | Audrey Sauret-Gillespie |               |               | CJMBB Bourges         |
| Meneuse         | Yannick Souvré          |               |               | CJMBB Bourges         |
| Intérieure      | Stéphanie Vivenot       |               |               | CJMBB Bourges-Reims   |